# Annette Reijerman
Annette Reijerman (Zevenaar, omstreeks 1771/1773 - aldaar, Amsterdam, 3 oktober 1835) was een Nederlandse kunstschilderes.

## Leven en werk
Reijerman werd omstreeks 1771/1773 in Zevenaar geboren. Zij vestigde zich in Amsterdam waar zij in 1797 met de kunstschilder Louis Moritz trouwde. Ze volgde een opleiding aan de Koninklijke Academie voor Beeldende Kunsten in Amsterdam, waarvan ze in 1822 honorair lid werd. Reijerman was gespecialiseerd in het schilderen van stillevens met bloemen, vruchten en dood wild. Haar werk werd regelmatig geëxposeerd en kreeg positieve kritieken. Reijerman was de eerste vrouwelijke kunstschilder in Nederland die met een pijs werd bekroond voor haar werk. Zij kreeg in 1817 een erepalm voor haar stilleven uitgereikt door het Amsterdamse kunstenaarsgenootschap Felix Meritis. Een aquarel van Reijerman bevindt zich in het Rijksprentenkabinet van het Rijksmuseum Amsterdam.
Reijerman overleed in oktober 1835 in haar woonplaats Amsterdam. In het Rijksmuseum Amsterdam bevindt zich een door haar man omstreeks 1810 getekend portret waarop beiden staan afgebeeld.

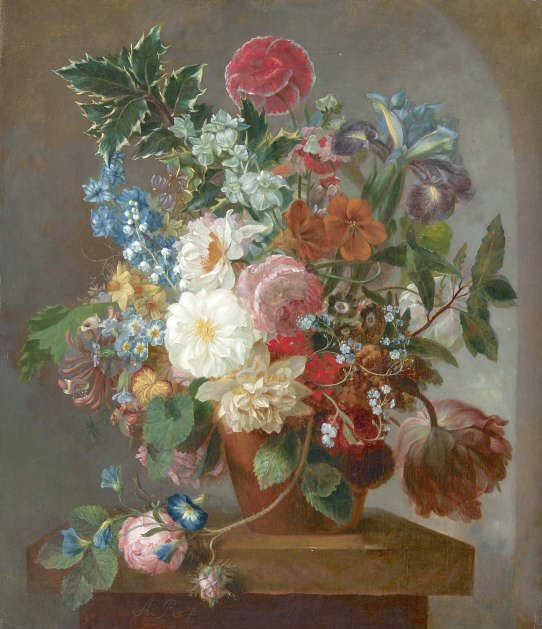
Stilleven